# Gabriel Ferrús
Gabriel Ferrús (* Ende 14. Jahrhundert in Barcelona; † 15. Jahrhundert in Barcelona (unsicher)) war ein katalanischer Troubadour und Dichter. Gabriel Ferrús war Bürger der Stadt Barcelona und Rechtsanwalt. Die Gesamtheit seiner literarischen Produktion wird im Cançoner Vega-Aguiló in der Biblioteca de Catalunya aufbewahrt.

## Leben und Werk
Gabriel Ferrús schrieb anlässlich des Todes von Ferdinand von Antequera 1416 eine Wehklage, die er der verwitweten Königin Eleonore von Alburquerque in den Mund legte. Das Werk zeichnet sich durch einen hochfeierlichen Duktus aus. Gabriel Ferrús wurde bei den Dichterwettbewerben der Jocs Florals in Barcelona und in Toulouse für die Komposition eines marianischen Liedgedichtes ausgezeichnet. Von seinem poetischen Werk vor 1420 muss auch ein Tanzgedicht mit volkstümlichen Versen in fast reinem Katalanisch und mit zahlreichen umgangssprachlichen Redewendungen erwähnt werden. Er griff um 1404 in eine poetische Debatte mit dem mallorquinischen Maler Gabriel Mòger über die Damen Mallorquas und Anfang 1410 in eine Debatte mit Guerau de Maçanet um bewaffnete Banden und Gerichtsverfahren ein.